# Списак улица Оџака
Ово је списак улица Оџака.
- 29. новембра
- Алексе Шантића
- Арсенија Чарнојевића (Душана Петровића Шанета)
- Бачка
- Барска
- Београдска
- Боре Станковића
- Бранислава Нушића
- Бранка Радичевића
- Цара Душана
- Царице Милице
- Дероњски пут
- Десанке Максимовић (Саве Поповића)
- Доситеја Обрадовића
- Дунавска
- Ђуре Јакшића
- Фрушкогорска
- Грачачки пут
- Хајдук Вељка
- Хиландарска
- Индустријска зона
- Иве Андрића
- Иве Лоле Рибара
- Јурија Гагарина
- Карађорђева
- Кнез Михаилова
- Колонија Петефи
- Косовска
- Лазе Костића
- Мала Карађорђева
- Михајла Пупина
- Мике Аласа
- Милана Коњовића
- Милана Тепића
- Милице Српкиње
- Милоша Црњанског
- Милоша Обилића
- Мостонга
- Немањина
- Његошева
- Новосадска
- Омладинских бригада
- Партизанска
- Петра Кочића
- Радничка
- Ратка Павловића
- Ратковачки пут
- Саве Шумановића
- Школска
- Слободана Пенезића
- Сомборска
- Сомборски пут
- Стевана Сремца
- Шумице
- Светозара Марковића
- Светозара Милетића
- Танаска Рајића
- Вашариште
- Васе Пелагића
- Васе Стајића
- Видовданска
- Војвођанска
- Војводе Мишића
- Војводе Путника
- Вука Караџића
- Занатска
- Жарка Зрењанина
- Железничка
- Змај Јовина